# Kvarteret Förrådsbacken

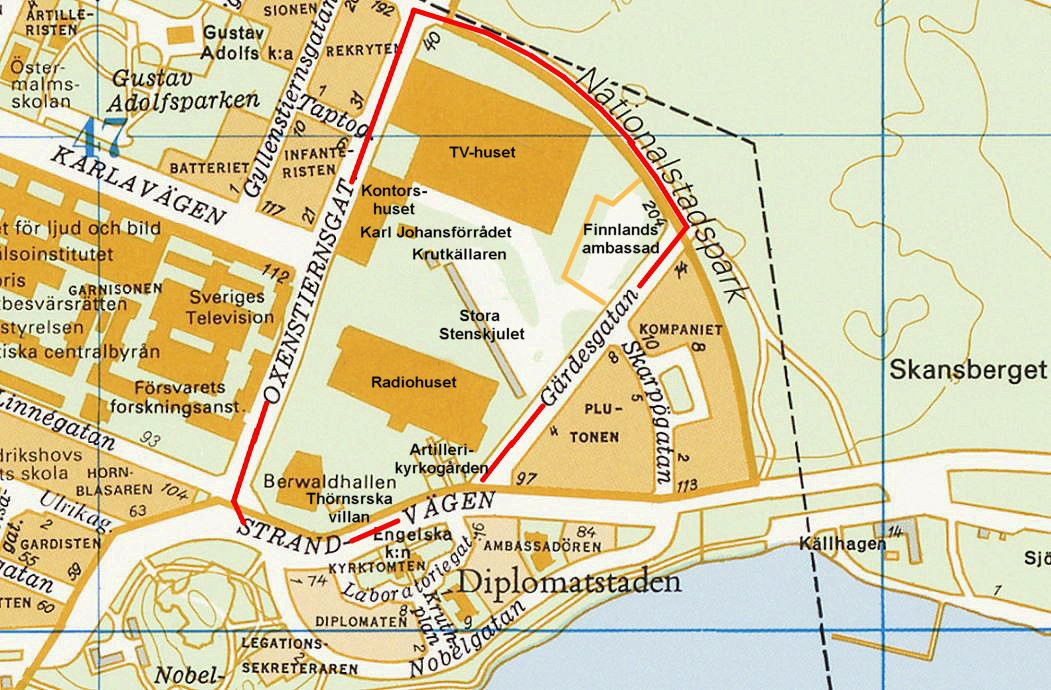
Kvarteret Förrådsbacken 1996 med byggnader inlagda fram till 2001.

Förrådsbacken är ett kvarter på Östermalm i Stockholm. Kvarteret begränsas av Oxenstiernsgatan i väster, Valhallavägen i norr, Gärdesgatan i öster och Dag Hammarskjölds Väg i söder. Kvarteret bildades på 1950-talet. Idag består Förrådsbacken av två fastigheter: Förrådsbacken 1 och 2,

## Historik

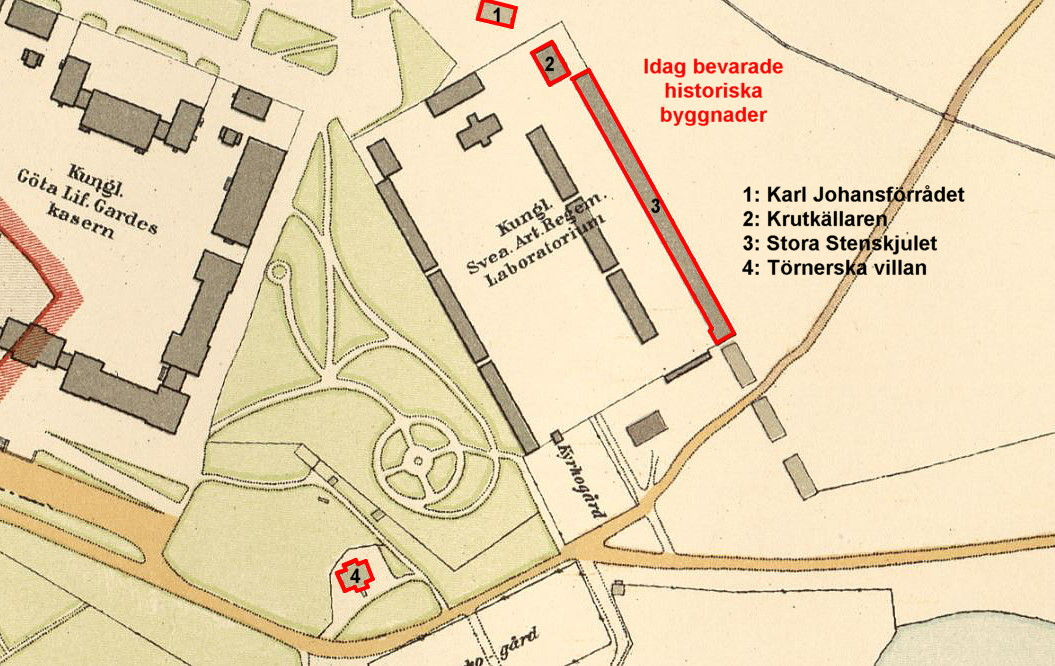
Förrådsbackens bebyggelse 1899 och det som finns kvar 2022.

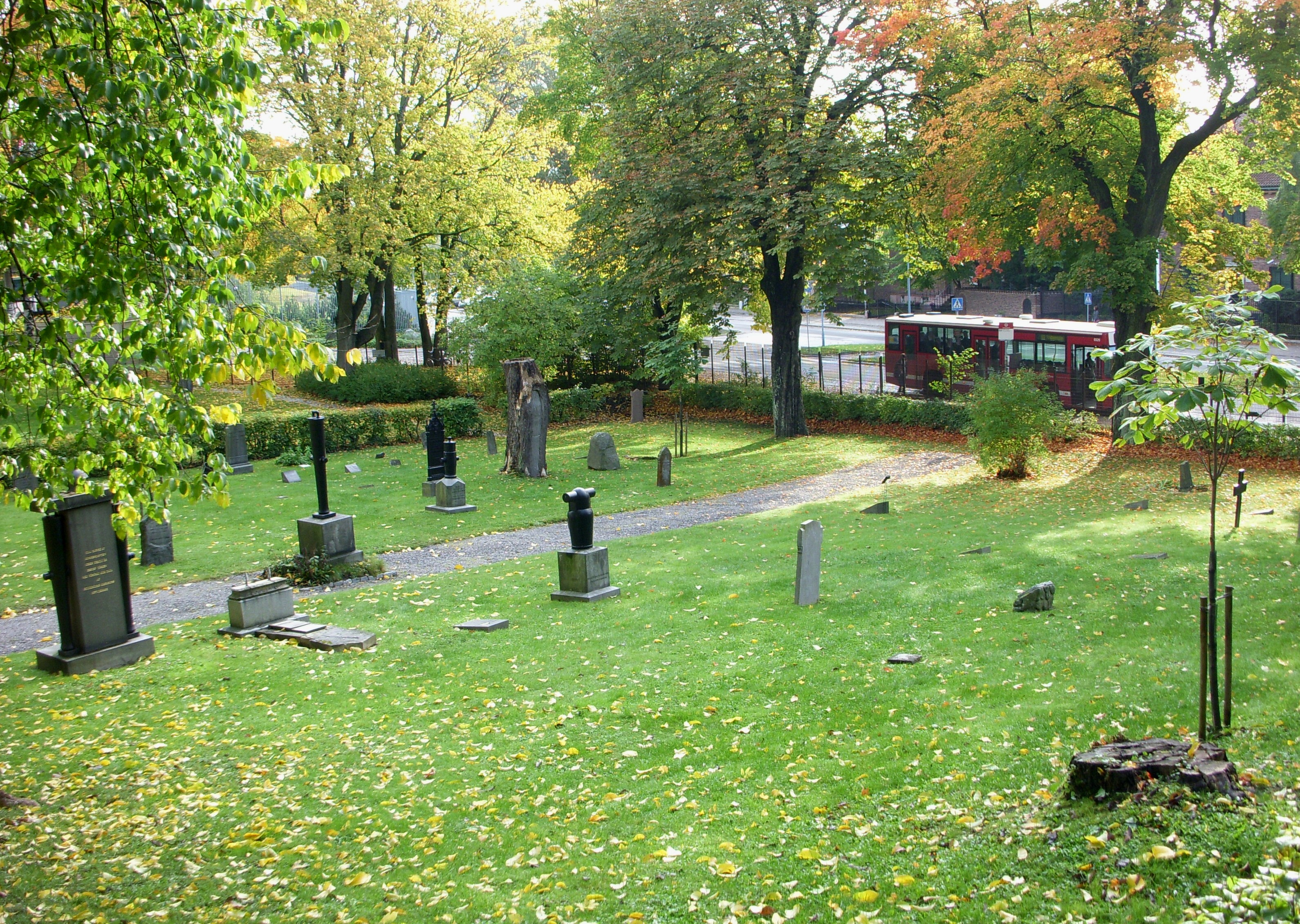
Artillerikyrkogården 2008.

Fram till 1950-talet låg här flera förrådsbyggnader från 1700-talet vilka tillhörde Svea livgarde, Göta livgarde och Stockholms Tygstation. 1939 fastställdes en stadsplan som tillät bebyggelse för allmänt ändamål. På 1940-talet anlades en idrottsplats ungefär där TV-huset ligger. Ett tidigare namn för kvarteret var Tyghantverkaren. 
I november 1960, i samband med att Radiohuset byggdes, diskuterade man att byta namn på kvarteret Förrådsbacken till kvarteret Radiohuset och på Oxenstiernsgatan till Radiogatan. Denna adress ansåg Sveriges Radio vara mer användbar i internationella sammanhang, men efter protester från de boende på Oxenstiernsgatan blev det inget av med namnbytet. Nu gällande detaljplan vann laga kraft i december 2001 och reglerade den under åren tillkomna bebyggelsen. 

### Förrådsbacken 1
Mellan 1950- och 1980-talen uppfördes här en lång rad nya byggnader för Sveriges Radio och Sveriges Television. Av de ursprungliga militära förrådsbyggnaderna bevarades bara en mindre del, nämligen Krutkällaren (byggd 1717), det cirka 110 meter långa Stora Stenskjulet (byggt 1750-1754) och Karl Johansförrådet ritat av Fredrik Blom under 1800-talets första hälft. Samtliga tre byggnader är Q-märkta i gällande detaljplan och sedan 1996 lagskyddade byggnadsminnen. På områdets södra del finns även en historisk begravningsplats, den så kallade Artillerikyrkogården från 1730-talet som är ett fornminne. Området är inte längre tillgängligt för allmänheten eftersom det ingår i ett civilt skyddsobjekt.

### Övrig bebyggelse i Förrådsbacken 1
- Törnerska villan, byggår 1870-tal
- Radiohuset, byggår 1956-1964
- Sveriges televisions kontorshus, byggår 1969-1973
- TV-huset, byggår i etapper mellan 1965 och 1993
- Berwaldhallen, byggår 1979
- Nyhetshuset, byggår 1987
- Vaktstugan vid infarten från Gärdesgatan

### Bebyggelsens kulturhistorisk klassificering
TV-huset, Kontorshuset och vaktstugan är grönmärka och bedöms av Stadsmuseet i Stockholm som "särskilt värdefulla från historisk, kulturhistorisk, miljömässig eller konstnärlig synpunkt". Övriga byggnader är blåmärkta av Stadsmuseet, vilket är det starkaste skyddet och innebär "att bebyggelsen bedöms ha synnerligen höga kulturhistoriska värden".

### Förrådsbacken 2
Fastigheten Förrådsbacken 2 upptar områdets nordöstra hörn mot Gärdesgatan / Vallhallavägen. Här ligger sedan 2001 den Finska borgen som inhyser Finlands ambassad i Stockholm.

### Bilder

Radio- och TV-relaterade byggnader
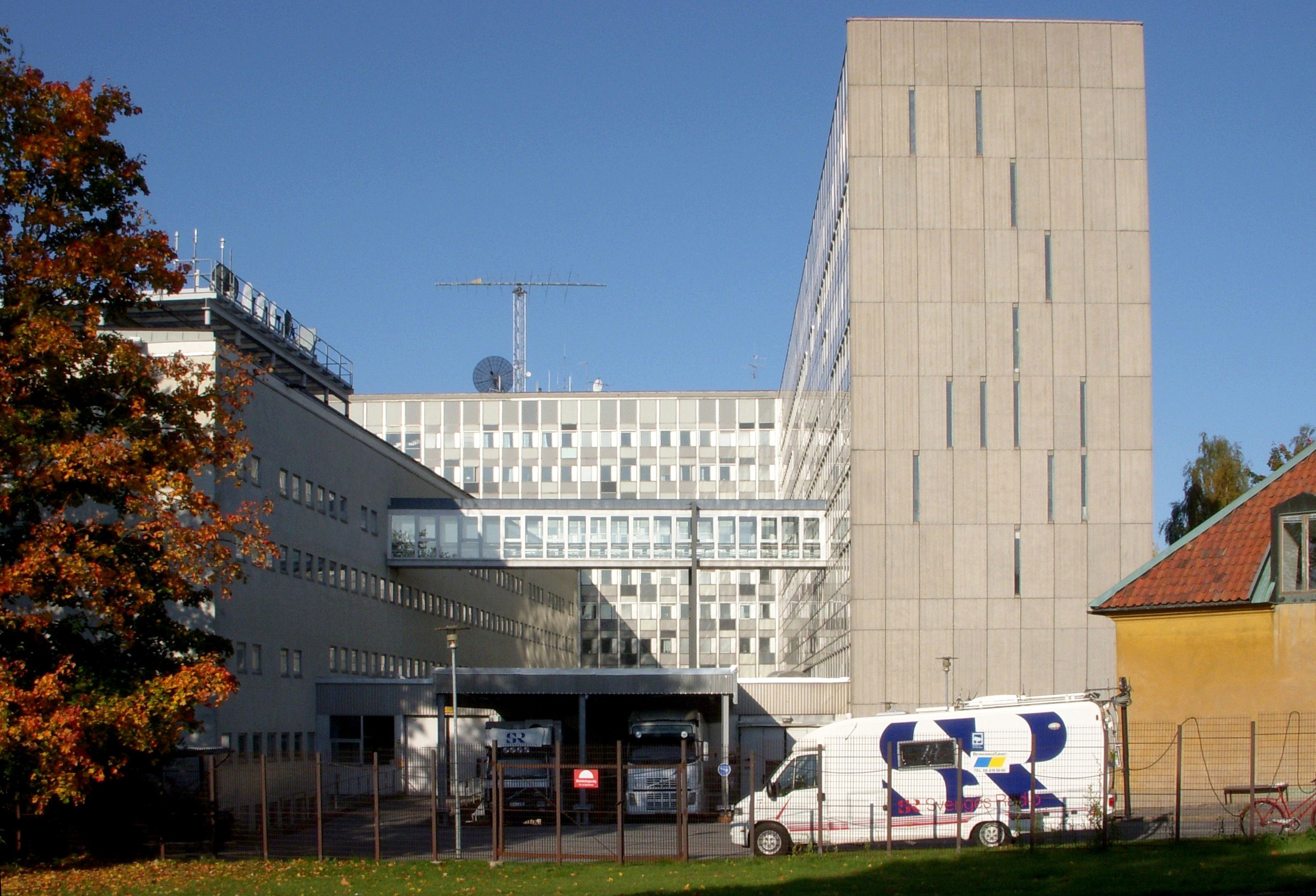
Radiohuset.
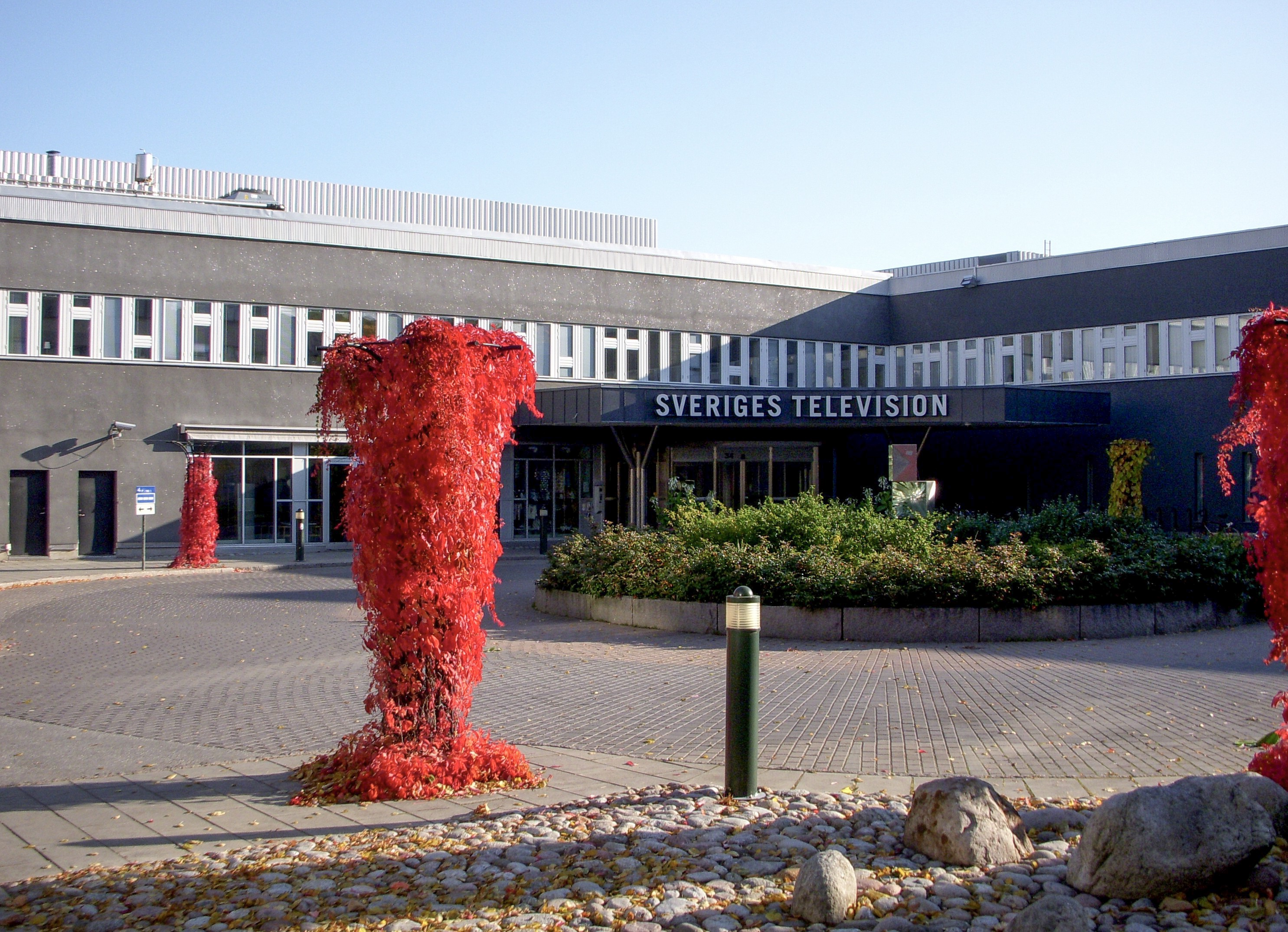
TV-huset.
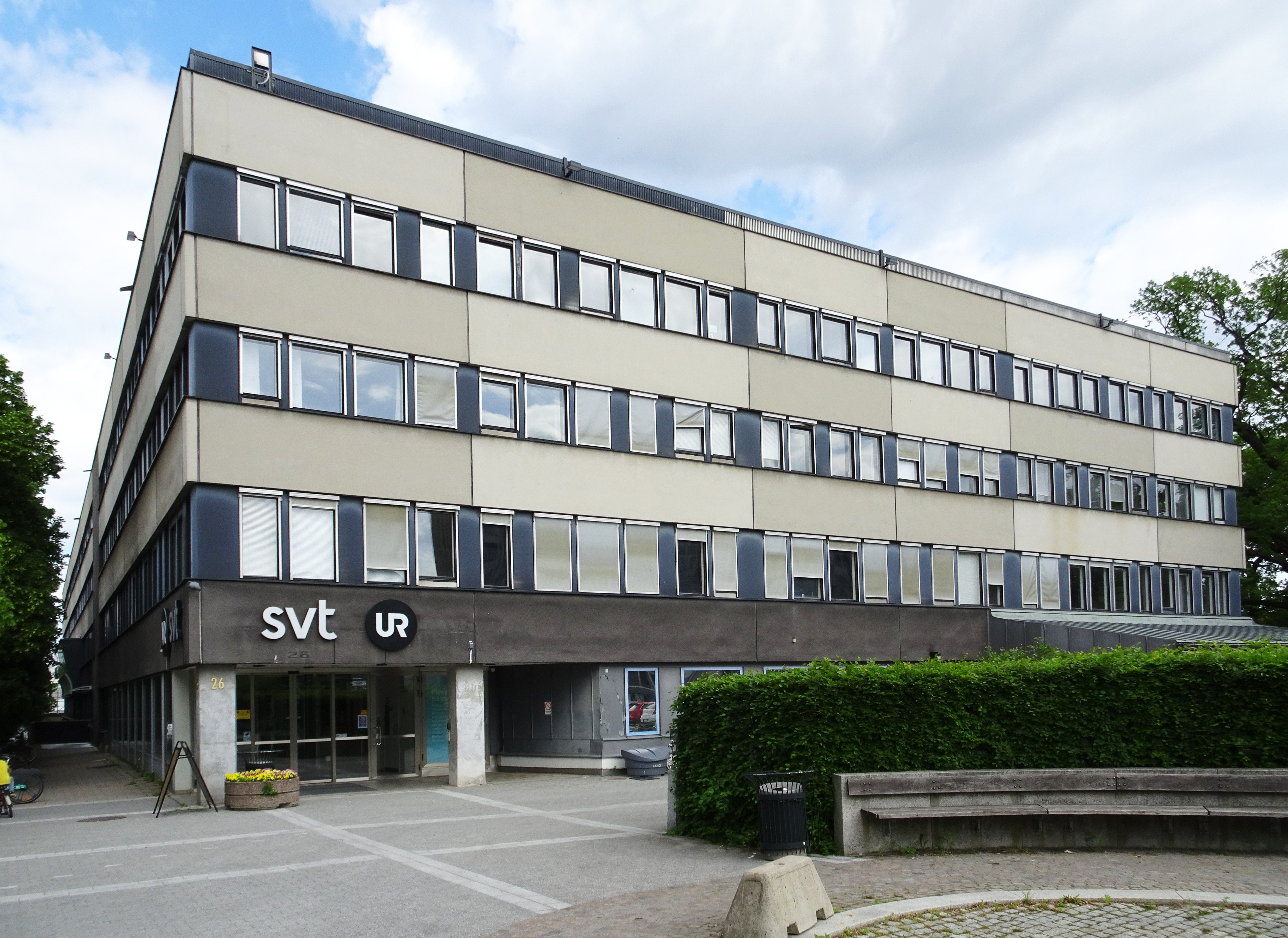
Kontorshuset (Sveriges Television).
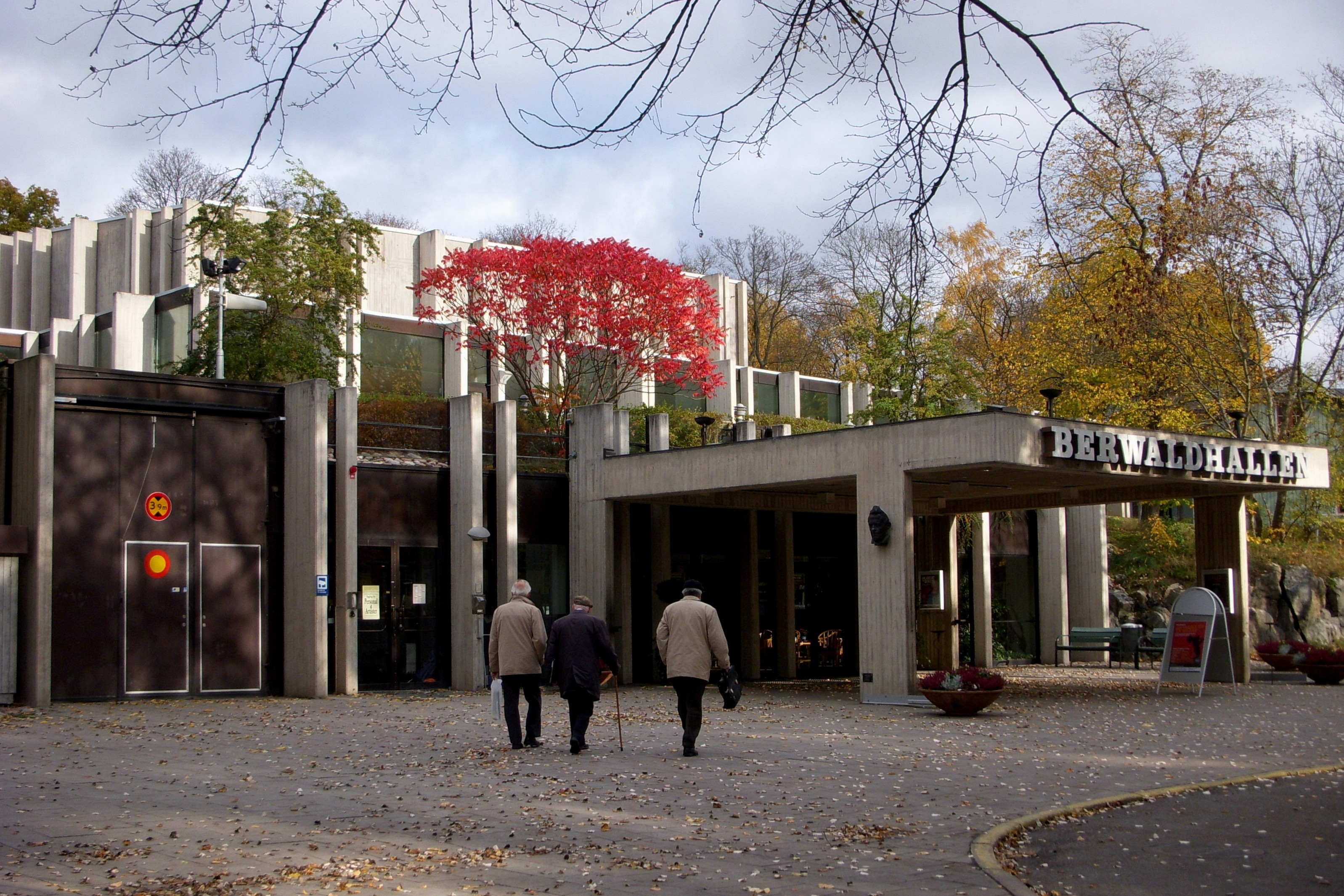
Berwaldhallen.

Historiska byggnader
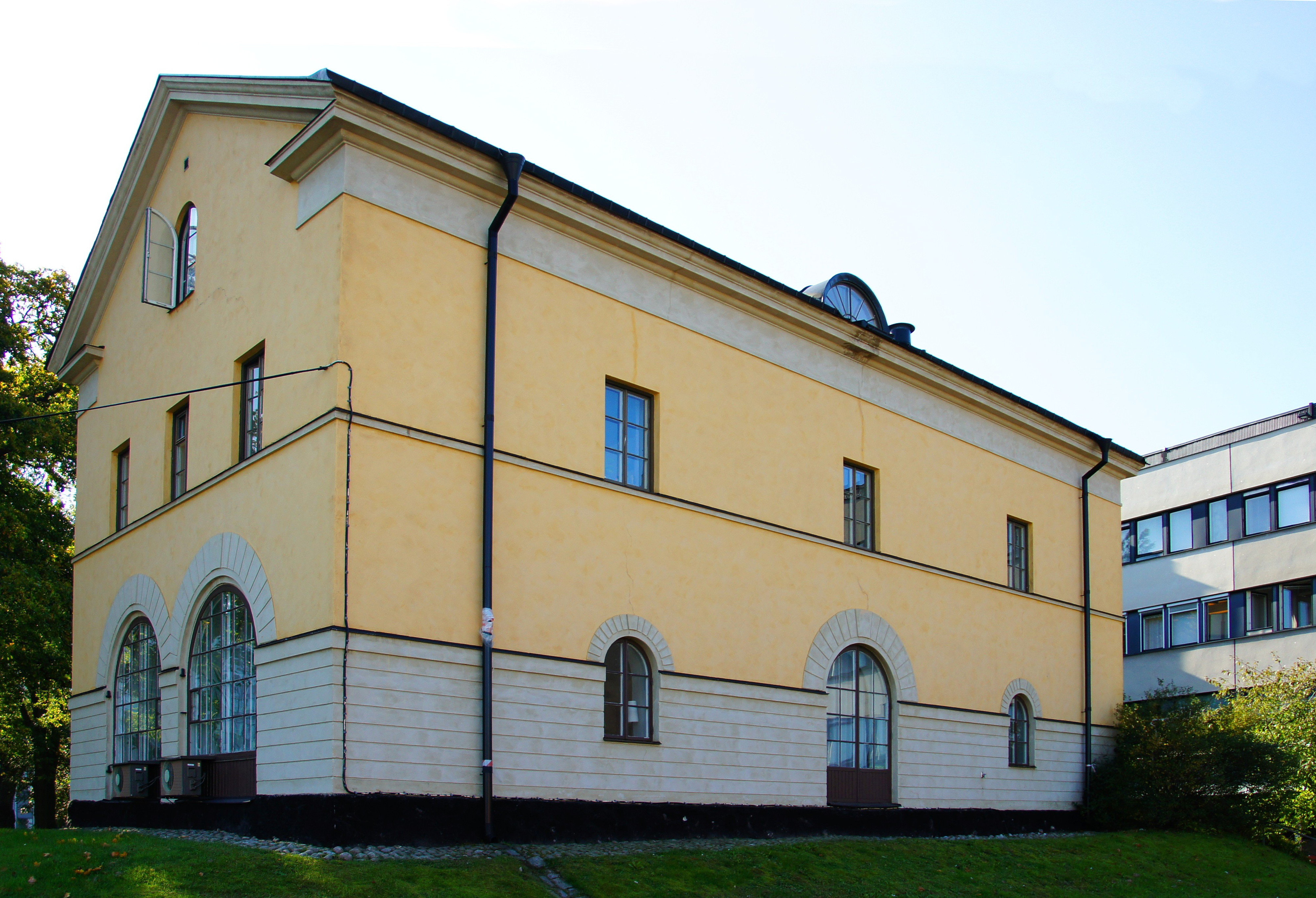
Karl Johansförrådet.
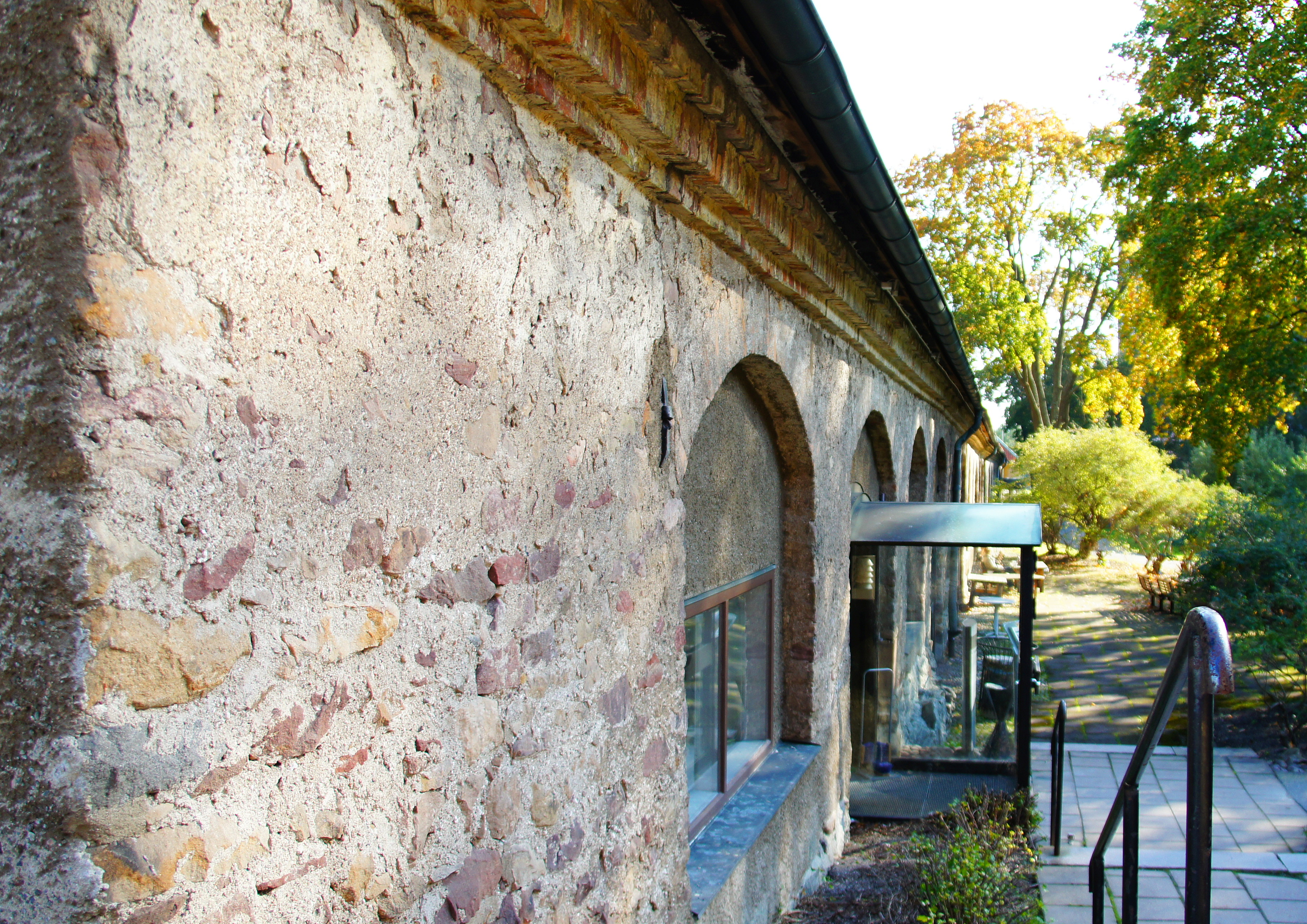
Stora Stenskjulet.
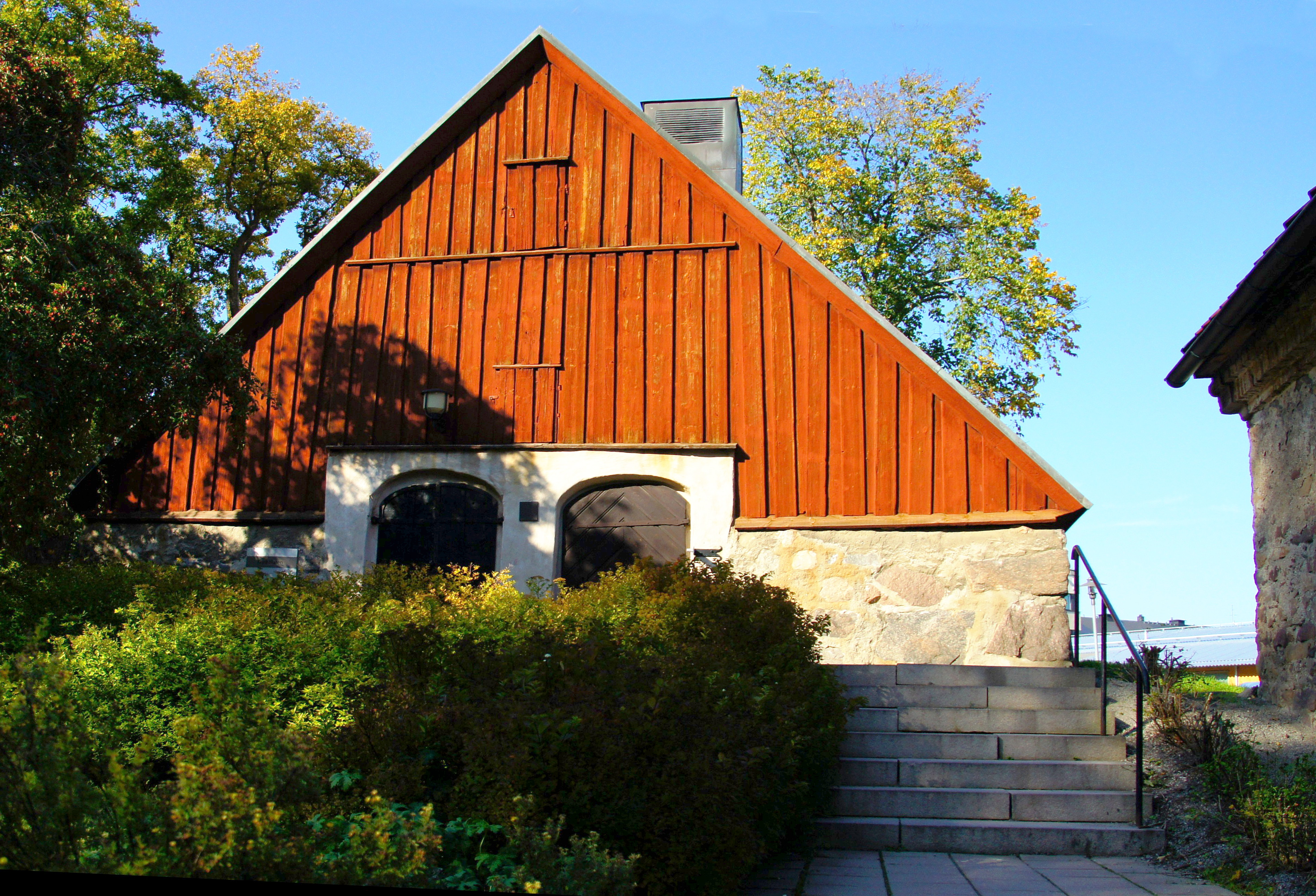
Krutkällaren.
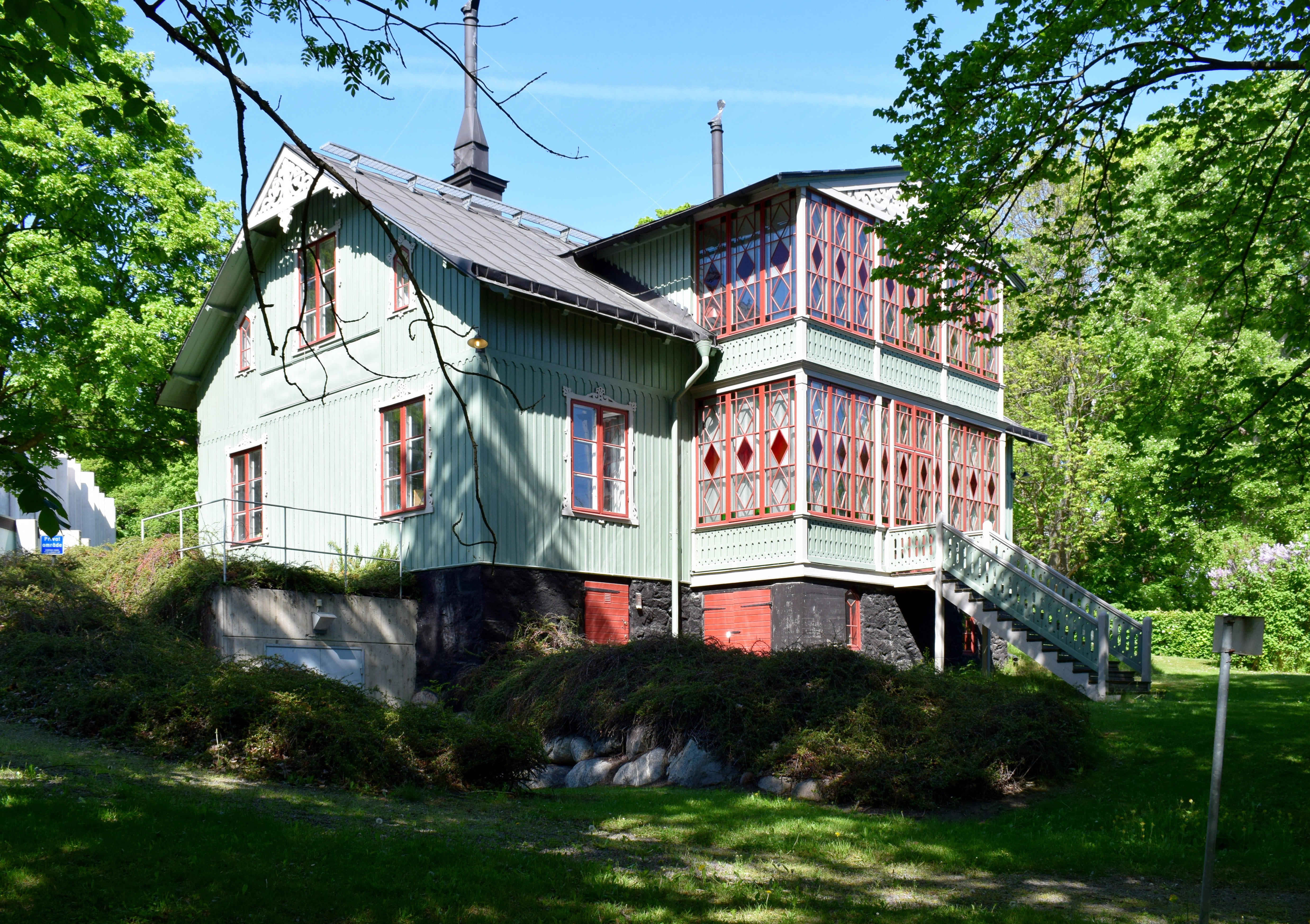
Törnerska villan.